# Félix Ziem
assinatura
Félix-François-Georges Philibert Ziem (Beaune, 26 de fevereiro de 1821 - Paris, 10 de novembro de 1911) foi um pintor realista francês, ligado à Escola de Barbizon. Aliando a atividade artística à vida de viajante, executou inúmeras marinhas e paisagens, nas quais incorporou o uso construtivo da cor e a dissolução da forma ótica, sendo considerado um dos precursores do Impressionismo.

## Vida e obra

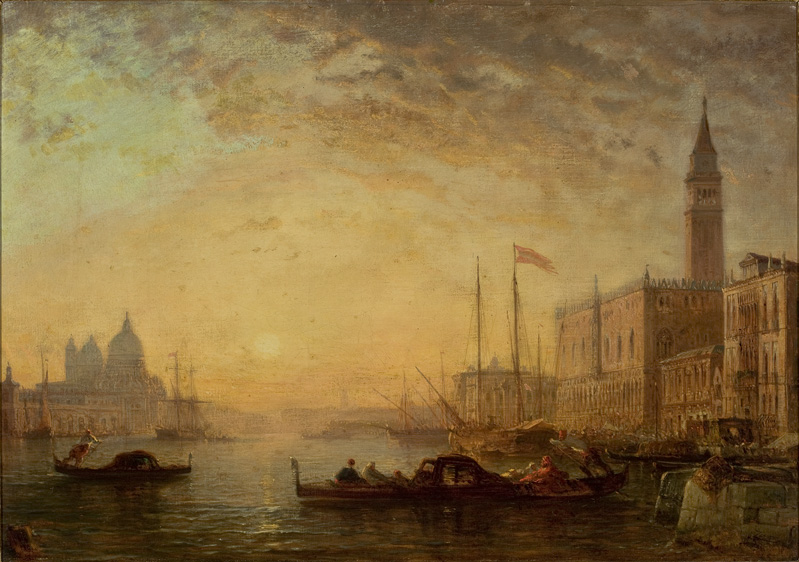
O Grande Canal em Veneza, 1890-1900. Pintura a óleo no acervo do Museu de Arte de São Paulo.

Nascido na região da Borgonha, filho de mãe francesa e de pai croata, Ziem inicialmente estudou na Escola de Arquitetura de Dijon, onde obtém o segundo prêmio de desenho e arquitetura, tornando-se, posteriormente, mestre-de-obras durante a construção do canal de Provença. A atividade artística consistia então em um mero passatempo. Suas aquarelas, no entanto, foram apreciadas desde muito cedo, despertando a atenção do duque de Orléans e da duquesa de Bade, o que mais tarde seria fundamental para sua introdução nas cortes européias: ensinou desenho às filhas de Nicolau II e aquarela à princesa Vitória da Prússia.

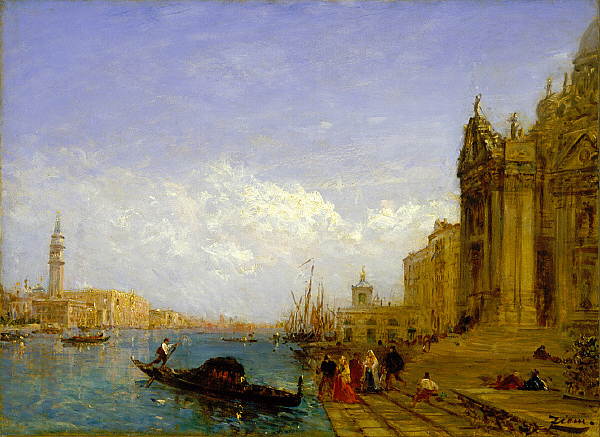
Vista de Veneza, sem data. Pintura a óleo, Museu de Arte de Saint Louis.

A partir de 1842, Ziem viaja para a Itália, visitando Roma antes de conhecer Veneza, cidade que se tornará sua segunda pátria e onde se encontrará regularmente por vários meses ao longo dos anos. Em Veneza, Ziem se dedica ao estudo sistemático da luminosidade, reproduzindo paisagens pouco conhecidas, imprimindo um novo olhar artístico sobre a cidade. No inverno, dividia-se entre Veneza, Nice e Martigues. No verão, residia no bairro parisiense de Montmartre, em uma casa inspirada nos modelos arquitetônicos orientais. A partir de 1845, dirige-se à Grécia, Constantinopla e Rússia. Nos anos seguintes, dá continuidade à sua peregrinação, visitando a Bélgica, a Holanda (1850), a Inglaterra (1852) e o Egito (1854).
À vida de viajante, Ziem soma uma ativa participação na cena artística de Paris. Estreia no Salon de 1849 com Vista do Bósforo e O Grande Canal em Veneza, temas aos quais retornaria constantemente, e que formariam parte essencial de sua produção. Vai com freqüência a Barbizon, tornando-se amigo dos mais célebres paisagistas de seu tempo, como Jean-François Millet e Théodore Rousseau - aos quais intriga com seu jeito de cigano e seus passeios noturnos trajando a djellabia (espécie de túnica árabe).
Em 1855, conhece a Turquia e a porção oriental do Mediterrâneo. Em 1856, parte para Constantinopla, visitando o Cairo em seguida. Desce o rio Nilo até Cartum, capital do Sudão, de onde preferiu partir, pois a intensa luminosidade lhe parecia tão inacessível que Ziem acreditava estar "desaprendendo a pintar". Percorre a Argélia e o Magrebe em 1858. Além da pintura, Ziem dedicou-se ao estudo da língua e da literatura árabes. Condecorado com a Legião de Honra, atinge a plena consagração oficial em 1905, com uma sala dedicada a si durante exposição no Petit Palais.
Progressivamente, Ziem liberta-se da influência de Camille Corot, trabalhando suas telas com camadas leves de tintas transparentes, pontuadas por pinceladas em vírgula e cores saturadas, onde predominam os tons em rosa, amarelo, vermelho, laca e cobalto. Ziem imprime à sua pintura a concepção da sensação como conhecimento (um reflexo de sua visão da arte como expressão do sentimento individual), uma noção que irá fundamentar o Impressionismo, do qual foi um dos mais ilustres precursores.